# Kenta Yamazaki
Kenta Yamazaki (jap. 山崎 健太 Yamazaki Kenta, * 19. Mai 1987 in der Präfektur  Tokio) ist ein japanischer Fußballspieler.

## Karriere
Von 2010 bis 2012 spielte Kenta Yamazaki in seinem Heimatland Japan bei Tokyo 23 FC. 2013 wechselte er nach Thailand und spielte die Hinserie 2013 für die TTM Customs in der zweiten Liga, der Thai Premier League Division 1. Im Juli 2013 verließ er Thailand in Richtung Montenegro, wo er sich FK Berane anschloss. 2014 wechselte er innerhalb von Montenegro und ging zu FK Grbalj Radanovići. 2015 kam er wieder nach Thailand. Hier unterschrieb er einen Vertrag beim damaligen Drittligisten Ubon UMT United. Im ersten Jahr wurde er Meister mit dem Verein und stieg in die zweite Liga auf. Die Saison 2016 feierte er mit der Verein die Vizemeisterschaft ab sowie den Aufstieg in die erste Liga. Am Ende der Saison 2018 wurde sein Vertrag nicht verlängert. Von Dezember 2018 bis Juni 2019 war er vertrags- und vereinslos. Am 1. Juli 2019 zog es ihn nach Kambodscha. Hier unterschrieb er einen Vertrag beim Erstligisten Boeung Ket Angkor FC. Bei dem Verein aus der Hauptstadt Phnom Penh stand er bis Dezember 2021 unter Vertrag.

## Erfolge
Ubon UMT United
Regional League Division 2: 2015  – Meister
Thai Premier League Division 1: 2016 (Vizemeister)